# فینال‌های ان‌بی‌ای ۲۰۱۵
فینال‌های ان‌بی‌ای ۲۰۱۵ (انگلیسی: 2015 NBA Finals)، سری قهرمانی لیگ بسکتبال حرفه‌ای آمریکا (ان‌بی‌ای) در فصل ۱۵–۲۰۱۴ و پایان‌بخش پلی‌آف‌های این فصل بود. در این سری، گلدن استیت واریرز (قهرمان کنفرانس غرب) توانست کلیولند کاوالیرز (قهرمان کنفرانس شرق) را پس از شش بازی شکست دهد. این قهرمانی، نخستین عنوان واریرز از سال ۱۹۷۵ و چهارمین قهرمانی کلی آنها محسوب می‌شد. آندره ایگودالا، بازیکن واریرز، با میانگین ۱۶٫۳ امتیاز، ۵٫۸ ریباند و ۴٫۰ پاس گل - که همچنین مدافع اصلی مقابل لبرون جیمز در این سری بود - به عنوان باارزش‌ترین بازیکن فینال‌ها (MVP) انتخاب شد. او نخستین بازیکنی بود که این جایزه را بدون شروع بازی‌ها در ترکیب اصلی به دست آورد. ایگودالا ۷ رأی از ۱۱ رأی را کسب کرد؛ چهار رأی باقیمانده به لبرون جیمز، بازیکن کاوالیرز رسید که پنجمین حضور متوالی خود در فینال‌ها را تجربه می‌کرد.